# Ö3-Freundeskreis
Der Ö3-Freundeskreis war eine Hörfunksendung auf Ö3. Sie wurde von 2004 bis 2010 jeden Samstag um Mitternacht ausgestrahlt. 

## Sendungskonzept
In jeder Folge spielten bekannte Personen aus dem Bereich Musik (sowohl Mainstream als auch Underground) ihre eigenen Lieblingsplatten – unabhängig vom Sendeschema von Ö3 – für 60 Minuten lang vor.
Die Künstler präsentierten neben ihrer Lieblingsmusik auch Erinnerungen aus ihrer Jugend, ihren Lebensweg und erzählen darüber, wie sie zur professionellen Musik gekommen sind. Die Gäste kamen zumeist aus dem deutschen Sprachraum, manchmal waren auch internationale Künstler wie Bryan Adams im Studio zu hören.
Bei Todesfällen eines österreichischen Musikers wie Georg Danzer oder Joe Zawinul (beide † 2007) wiederholte Ö3 die Sendung, bei der dieser Künstler zu Gast war.
Der Freundeskreis war neben Forchers Friday Music Club und Ö3 Top 12 bis 12  die einzige Sendung auf Ö3, bei der auf einen eigenen Moderator vollkommen verzichtet wurde.